# 史夏隆
史夏隆（？—1645年），原名翥，字趾祥，南直隸常州府宜興縣人，明末政治人物。史孟麟子。

## 生平
崇禎九年（1636年）丙子科應天鄉試舉人，十六年（1643年）癸未科進士。授江西南昌府推官。隆武元年（1645年）清軍大舉南下江西，江西巡撫曠昭棄南昌逃往瑞州，史夏隆與江西布政使夏萬亨、江西按察司副使王養正、江西按察司副使管建昌府事王域、建昌府推官劉允浩起兵拒守建昌，僅僅經過三日，因內應配合，清軍破城。史夏隆等被俘，被押解至南昌，六人同死，建昌人將六人同葬，名為「六君子之墓」。

## 家族
曾祖史岌，生员。祖父史褒德，生员，封四夷馆少卿。父史孟麟，庶吉士，太仆正卿。